# Skokanovití

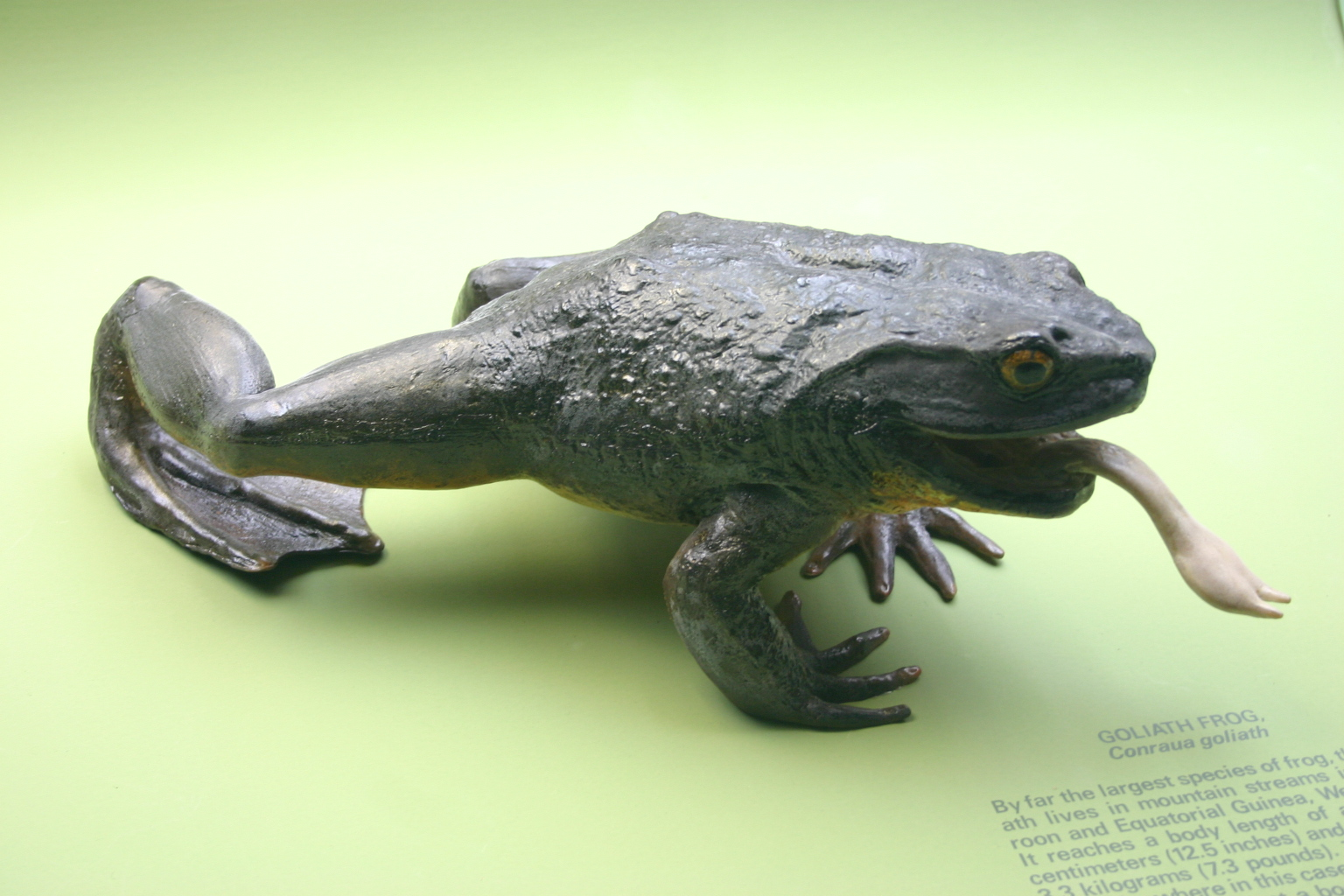
Veleskokan goliáší (Conraua goliath) největší žijící žába na světě

Skokanovití (Ranidae) je čeleď žab čítající 430 druhů a žijící takřka po celém světě. Vyskytují se na všech kontinentech kromě Antarktidy a na mnoha ostrovech. Mají hladkou vlhkou kůži a dlouhé silné nohy. Mezi jednotlivými zástupci skokanovitých jsou značné rozdíly ve velikosti od nejmenšího skokana lesního k největšímu veleskokanovi goliášímu, který váží až tři kilogramy. Většina druhů klade vejce do vody a v dospělosti žije ve vodě či v její blízkosti. Ke skokanovitým patří také někteří z mála obojživelníků schopných žít i v brakické vodě. V Česku žije šest druhů skokanovitých: skokan hnědý (Rana temporaria), skokan zelený (Rana esculenta), skokan ostronosý (Rana arvalis), skokan skřehotavý (Rana ridibunda), skokan štíhlý (Rana dalmatina) a skokan krátkonohý (Rana lesonae).
Skokan zelený představuje hybridogenní hybrid skokana skřehotavého (Rana ridibunda) a skokana krátkonohého (Rana lessonae).

## Rody
- Afrana
- Allopaa
- Amietia
- Amolops
- Anhydrophryne
- Arthroleptella
- Arthroleptides
- Babina (Možná patří do rodu Rana)
- Batrachylodes
- Cacosternum
- Ceratobatrachus
- Chaparana
- Chrysopaa
- Conraua
- Dimorphognathus
- Discodeles
- Ericabatrachus
- Euphlyctis
- Hildebrandtia
- Hoplobatrachus
- Huia
- Humerana
- Indirana
- Ingerana
- Lankanectes
- Lanzarana
- Limnonectes
- Meristogenys (Možná patří do rodu Huia)
- Micrixalus
- Microbatrachella
- Minervarya
- Nannophrys
- Nanorana
- Natalobatrachus
- Nothophryne
- Nyctibatrachus
- Occidozyga
- Paa
- Palmatorappia
- Petropedetes
- Phrynobatrachus
- Phrynodon
- Platymantis
- Pseudoamolops
- Poyntonia
- Pterorana
- Ptychadena
- Pyxicephalus
- Rana
- Sphaerotheca
- Staurois
- Strongylopus
- Tomopterna